# Pedicularis yalungensis
Pedicularis yalungensis är en snyltrotsväxtart som beskrevs av T. Yamazaki. Pedicularis yalungensis ingår i släktet spiror, och familjen snyltrotsväxter. Inga underarter finns listade i Catalogue of Life.